# Yang Joon-a
Đây là một tên người Triều Tiên, họ là Yang.
Yang Joon-A (sinh ngày 13 tháng 6 năm 1989) là một cầu thủ bóng đá Hàn Quốc thi đấu cho Jeonnam Dragons.